# Église Saint-Pierre de Theneuille
Pour les articles homonymes, voir Église Saint-Pierre.
L'église Saint-Pierre est une église catholique située à Theneuille, en France.

## Localisation
L'église est située dans le département français de l'Allier, sur la commune de Theneuille.

## Historique
L'édifice est classé au titre des monuments historiques en 1923, puis inscrit en 2003.